# Cot Baroh (Glumpang Tiga)
Cot Baroh is een bestuurslaag in het regentschap Pidie van de provincie Atjeh, Indonesië. Cot Baroh telt 333 inwoners (volkstelling 2010).